# JDS Arashio
Pour les autres navires du même nom, voir Arashio.
Le sous-marin d'attaque JDS Arashio (SS.586), à propulsion conventionnelle, fait partie de la classe Harushio de la Force maritime d'autodéfense japonaise.